# Ceromya orientalis
Ceromya orientalis är en tvåvingeart som först beskrevs av Townsend 1926.  Ceromya orientalis ingår i släktet Ceromya och familjen parasitflugor. Inga underarter finns listade i Catalogue of Life.